# Álbum Fontoura

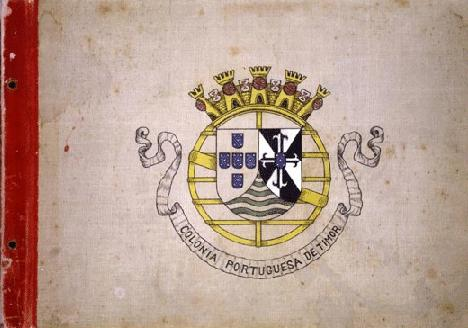
Frontansicht des Albums mit dem Wappen Portugiesisch-Timors

Das Álbum Fontoura ist eine Sammlung von Fotografien, die zwischen 1936 und 1940 in Portugiesisch-Timor (dem heutigen Osttimor) im Auftrag des Gouverneurs Álvaro Eugénio Neves da Fontoura in seiner Amtszeit in der Kolonie entstanden.
Das Album enthält 552 Bilder und eine Landkarte, die die Verteilung der verschiedenen Sprachen und Dialekte in der portugiesischen Kolonie wiedergibt. Das Album unterteilt sich in sechs Serien:
Die Serie 1 „Charakteristische Typen nach einigen Eingeborenensprachen“ (portugiesisch Tipos característicos segundo algumas línguas indígenas) enthält ethnographische Portraitaufnahmen von Timoresen aus den verschiedenen Teilen der Kolonie, untergliedert nach Sprachgruppe und nach Ort betitelt.  Die linguistische Aufteilung erfolgte nach den Einteilungen von A. Mende Corréa und A. Leite de Magalhães, die 15 bis 28 Sprachgruppen in der Kolonie ausmachten. Die Serie 2 „Charakteristische Typen im Allgemeinen“ (portugiesisch Tipos característicos em geral) zeigt Einzelpersonen und Gruppenbilder, ohne sie einer Sprachgruppe zuzuordnen. Die Serie 3 „Kleidung, Schmuck, Habseligkeiten und Waffen“ (portugiesisch Trajos, ornamentos, pertences e armas) präsentiert Personen in lokaler Kleidung, darunter mehrere Liurais. In der Serie 4 „Familien- und Gesellschaftslebens“ (portugiesisch Vida familiar e vida social) sind einige Bilder von Festen und Familienfotos und in Serie 5 „Industrie, Handel, ländliche Kunst, einheimische Kunst und Musikinstrumente“ (portugiesisch Formas de trabalho indústrias, comércio, artes rurais, arte indígena e instrumentos musicais) Gebäude, Handwerk und Szenen aus der Landwirtschaft und vom Markt. Die Serie 6 „zivilisatorischen und kolonisatorischen Aktion“ (portugiesisch Acção civilizadora e colonizadora) ist der größte Abschnitt der Bildersammlung und soll aus Sicht des Gouverneurs die Errungenschaften der portugiesischen Kolonisation zeigen.

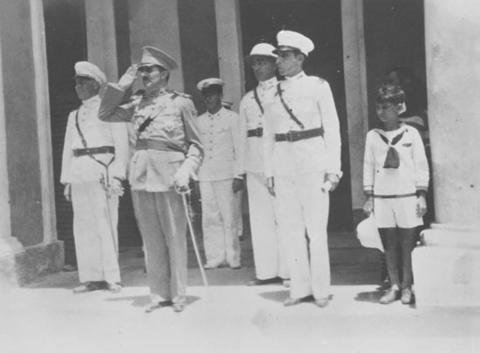
Ein Bild von Gouverneur Fontoura aus dem Album

Viele der Aufnahmen entstanden im Laufe einer geographischen Mission, die im Auftrag der Junta das Missões Geográficas e de Investigações Coloniais durchgeführt wurde. Sie sollte „die allgemeine Geographie der Kolonie Timor und insbesondere geodätische, geologische und kartographische Studien durchzuführen.“ Leiter der Expedition war Jorge Castilho (1880–1943), der auch auf einem der Bilder zu sehen ist.
Heute existieren wahrscheinlich nur noch drei Exemplare des Albums. Eines befindet sich vermutlich im Fundus der ehemaligen Agência Geral das Colónias im Arquivo Histórico Ultramarino. Zumindest verwendete der Anthropologe António Mendes Corrêa in seinen Contribuições para o seu Estudo Antropológico (Imprensa Nacional, Lissabon 1944) einige Fotografien und nannte als Herkunft eine Kopie, die Fontoura der Agência Geral das Colónias überlassen hatte. Ein zweites Exemplar befindet sich wahrscheinlich im Besitz der Nachkommen von Álvaro Fontoura. Das dritte Exemplar wurde nach der Nelkenrevolution 1974, inmitten der Wirren am Ende der Kolonialzeit vom Anthropologieprofessor António de Almeida (1900–1984), Direktor des Centro de Estudos de Antropobiologia (ehemals Junta de Investigações do Ultramar), von seinem letzten Aufenthalt in Portugiesisch-Timor im April 1974 nach Portugal gebracht. Diese Kopie wurde später von der Familie Almeidas dem Arquivo de História Social des Instituto de Ciências Sociais der Universität Lissabon übergeben. Von dem Exemplar wurde 2002 nach einer Restaurierung ein Faksimilie und eine CD-ROM hergestellt und dem gerade unabhängig gewordenen Osttimor übergeben.